# منتخب العراق تحت 16 سنة لكرة السلة
منتخب العراق لكرة السلة تحت 16 سنة للرجال هو منتخب وطني لكرة السلة في العراق ، يديره الاتحاد العراقي لكرة السلة . ويمثل البلاد في مسابقات كرة السلة الدولية للرجال تحت السادس عشر سنة.
الهيكل الإداري والاتحادي
- المنتخب يتم إدارته من قبل الاتحاد العراقي لكرة السلة (Iraqi Basketball Association - IBA)، و يعتبر الجهة المشرفة و الرسميه على المنتخبات الوطنية في العراق منذ تأسيسه عام 1948، ويتبع للاتحاد الدولي لكرة السلة ومنطقة آسيا  .

المشاركات القارية (FIBA U16 Asia Cup)
- مدى مشاركات الفريق:
  - في بطولة آسيا تحت 16 سنة (FIBA U16 Asia Cup):
    - شارك العراق عام 2011 (احتلّ المركز الخامس).
    - شارك أيضاً عام 2015 (واختتم البطولة في المركز التاسع)  .

بطولات غرب آسيا (WABA U16)
- حقق المنتخب العراقي إنجازًا بارزاً من خلال الفوز ببطولة غرب آسيا تحت 16 سنة[1] (WABA U16 Championship) للمرة الثانية على التوالي في إربيــل 2011:
  - تجاوز منافسات قوية بهزيمة الأردن (82–64)، لبنان (77–69)، إيران (79–67)، مما عزز مكانته بسرعة كقوة صاعدة في آسيا  .

مشاركات حديثة وإنجازات قريبة
- في بطولة غرب آسيا لعام 2022 (عُقدت في عمّان – الأردن)، افتتح المنتخب مشواره بفوز مهم على سوريا بنتيجة 53–34، حيث أشاد رئيس الاتحاد العراقي بأداء الفريق وتحفيزه للمضي قدمًا نحو تحقيق المزيد  .
- وأظهرت بيانات FIBA 2022 U16 Asia Cup WABA Qualifiers أن المنتخب كان ناجحاً في مبارياته (2/2)، مع تألق لاعبين مثل علي علاء حسين الذي سجل 16.3 نقطة، 12.3 ريباوند، و1.5 بلوك في المباراة الواحدة  [2].

أبرز الإحصائيات الفردية (بطولة 2022)
- أفضل اللاعبين حسب الأداء في البطولة:
  - علي علاء حسين (Al-Musawi): 16.3 نقطة، 12.3 ريباوند، 1.5 بلوك.
  - زينار هشيار سليمان (Alyousif): 13.3 نقطة، 3.8 أسيست، 2 ستيلز.
  - نور أدهم سلمان (Al-Ani): 9.0 نقاط، 2.5 أسيست، 2 ستيلز.[3]

## مشاركات كأس آسيا تحت 16 سنة في كرة السلة
| سنة  | نتيجة  |
| ---- | ------ |
| 2011 | الخامس |
| 2015 | التاسع |

## روابط خارجية
- السجلات المؤرشفة لمشاركات منتخب العراق